# Antonio Gento
Antonio Gento López (Guarnizo, Cantabria, España; 25 de octubre de 1940-Santander, 25 de diciembre de 2020), conocido como Gento III, fue un futbolista español que se desempeñaba como delantero.

## Clubes
| Club                          | País   | Año       |
| ----------------------------- | ------ | --------- |
| A. D. Plus Ultra              | España | 1959-1962 |
| Real Madrid C. F.             | España | 1962      |
| Levante U. D.                 | España | 1962-1963 |
| Real Racing Club de Santander | España | 1963-1968 |
| Real Oviedo                   | España | 1968-1971 |
| Real Racing Club de Santander | España | 1971-1973 |

## La saga de los Gento
Proviene de una familia de deportistas compuesta por sus hermanos Paco Gento y Julio Gento, y por sus sobrinos Julio Llorente, Paco Llorente, José Luis Llorente y Toñín Llorente, estos dos últimos, a diferencia del resto de la familia que eran futbolistas, destacaron en baloncesto. La tercera generación de deportistas está compuesta por Sergio Llorente, Juan Llorente (baloncesto) y Marcos Llorente (fútbol).
Antonio llegó a jugar una temporada en la primera plantilla del Real Madrid, donde conquistó los títulos de Liga y Copa en 1962.